# ザ・フリーシンカー
『ザ・フリーシンカー』(The Freethinker) は、G・W・フットが1881年に創刊したイギリスの世俗的ヒューマニズム雑誌。世界で最も古い時期から刊行が継続されていた雑誌であったが、2014年にはオンライン配信のみに移行した。
この雑誌は一貫して、妥協の余地なく無神論、反宗教主義の立場をとった。1881年5月の創刊号に、フットは『ザ・フリーシンカー』の目的を次のように定めた。
『ザ・フリーシンカー』は反キリスト教の機構であり、もっぱら攻撃的でなければならない。本誌は、迷信一般に対して仮借のない戦いを起こし、特にキリスト教の迷信に対峙する。本誌は、科学、学術、哲学、倫理学の知見を動員して、聖書を神の啓示とする主張に対抗すべく最善を尽くし、また、この目的のために常識という武器庫から嘲笑や皮肉という武器を持ち出すこともためらわない。
この雑誌は、英国世俗協会 (National Secular Society, NSS) と密接に結びついており、NSSの歴代の会長や事務局長が『ザ・フリーシンカー』の編集人を務めてきたが、『ザ・フリーシンカー』はあくまでも自立した雑誌であり、NSSが発行主体であったことはまったくない。
2006年には、それまで表紙の題字に添えて掲げられていた「Secular humanist monthly」（世俗的ヒューマニズムの月刊誌）が、「The Voice of Atheism since 1881」（1881年創刊の無神論者の声）へと変更された。
現在の編集人はバリー・デュークである。

## 歴史
『ザ・フリーシンカー』の1882年のクリスマス号に反宗教的風刺漫画を掲載したとして、フットは冒涜の罪に問われ、12か月の懲役・重労働の判決を受けた。熱心なカトリック信者であるノース判事 (Mr Justice North) から判決を言い渡された際、フットは「熟慮の結果として」と前置きし、「閣下、私は閣下に感謝をいたします。この判決は貴殿の信条に叶うものであります。」と述べた。フットはこの経験を、1886年の著書『Prisoner for Blasphemy』にまとめた。
2014年4月号の『ザ・フリーシンカー』は、5月号が印刷媒体として発行される最後になるという告知を掲載し、以降はオンライン配信で発行を継続するとした。

## 編集人一覧
1881年以来の『ザ・フリーシンカー』の編集人の一覧である。
- ジョージ・ウィリアム・フット (George William Foote)、1881年–1915年
  - フットが投獄されていた1883年には、エドワード・エイヴリング (Edward Aveling) が編集にあたった。
- チャップマン・コーエン (Chapman Cohen)、1915年–1951年
- フランク・リドリー (Frank Ridley)、1951年–1954年
- F・A・ホーニブルック (F. A. Hornibrook)、ベイヤード・シモンズ (Bayard Simmons)、G・H・テイラー (G. H. Taylor) による委員会、1954年–1957年?
- コリン・マッコール (Colin McCall)、1957年にシモンズに代わって委員会に参加、1965年12月に単独の編集人となる。
- デイヴィッド・トライブ (David Tribe)、1966年1月–7月
- キット・ムート (Kit Mouat)、1966年8月–1967年1月
- デイヴィッド・コリス (David Collis)、1967年1月–11月
- カール・ハイド (Karl Hyde)、1967年11月–1968年8月
- デイヴィッド・レイノルズ (David Reynolds)、1968年9月–1970年7月
- ウィリアム・マキルロイ (William McIlroy)、1970年–1971年12月
- ナイジェル・シノット (Nigel Sinnott)、1972年1月-1973年11月
- クリストファー・モレイ (Christopher Morey)、1973年11月-1974年12月
- ウィリアム・マキルロイ、1975年–1976年
- ジム・ヘリック (Jim Herrick)、1977年1月–1981年
- ウィリアム・マキルロイ、1981年9月–1982年12月
- ピーター・ブレアリー (Peter Brearey)、1993年1月–1998年
- バリー・デューク (Barry Duke)、1998年–現在